# CH Automotive
CH Automotive war ein britischer Hersteller von Automobilen.

## Unternehmensgeschichte
Arthur Thompson gründete 1998 das Unternehmen in Bristol. Er übernahm ein Projekt von Claydon Hamilton Automotive Design und begann mit der Produktion von Automobilen und Kits. Der Markenname lautete Cerity. 2000 endete die Produktion. Insgesamt entstanden zwei Exemplare.

## Fahrzeuge
Das einzige Modell war der R. Dies war die überarbeitete Version des CHAD Supersport 4. Die Basis bildete ein Rohrrahmen aus Stahl. Darauf wurde eine viersitzige Coupé-Karosserie aus Fiberglas montiert. Viele Teile kamen vom Ford Sierra. Auch dessen Allradantrieb war gegen Aufpreis möglich. Für den Antrieb standen Vierzylindermotoren von Ford und verschiedene V8-Motoren zur Wahl.